# Дільна (притока Грезлі)
Дільна (Дельна) — річка в Україні, у Олевському районі Житомирської області, ліва притока Грезлі (басейн Прип'ять).

## Опис
Довжина річки 14 км. Формується з декількох безіменних струмків. Площа басейну 75,0 км².

## Розташування
Бере початок на південно-західній стороні від села Степки. Тече переважно на південний схід у межах сіл Деревці та Привар, на околиці якого впадає в річку Грезлю, притоку Ужа.

## Риби Дільної
У річці водяться окунь, верховодка, бистрянка, пічкур та плітка звичайна.

## Притоки
Лозниця - ліва, довжина приблизно 6 км.

## Цікавинка
- У селі Привар річку перетинає автошлях Р02[4].